# Jamal Mahmoud
Jamal Mahmoud, né le 1er mai 1973, est un footballeur jordanien devenu entraîneur.

## Biographie
Il réussit l'exploit de remporter l'AFC Challenge Cup 2014 et de qualifier pour la première la Palestine à la Coupe d'Asie des nations 2015.